# 세인트 아가타
《세인트 아가타》(영어: St. Agatha)는 미국의 공포, 스릴러 영화이다. 미국에서는 2018년 4월20일에 The Overlook Film Festival에 상영이 되었으며, 대한민국에서는 2020년 3월 19일에 개봉되었다.

## 출연
주연
- 사브리나 컨 - 메리 / 아가타 역
- 캐롤린 헤네시 - 원장 수녀 역
- 한나 피어만 - 사라 역
- 코트니 핼버슨 - 캐서린 역

조연
- 저스틴 마일즈 - 지미 역
- 린제이 세임 - 도리스 역
- 트린 밀러 - 폴라 역
- 세스 마이클스 - 앤드류 신부 역
- 제이슨 워너 스미스 - 메리 아빠 역
- 사라 소메티 마이클 - 메리의 이모 역
- 션 플레처 - 얼 부보안관 역
- 마샤 프리 버거 - 수잔 수녀 역
- 메릴린 라이트 - 올가 수녀 역
- 캔디 래커 - 헬렌 수녀 역
- 맥시머스 머러 - 윌리엄 역
- 매리언 기요 - 라이트 부인 역
- 바비 C. 킹 - 이상한 남자 역
- 마일스 크랜포드 - 의사 역

## 기타
- 수입사 : (주)스톰픽쳐스코리아

## 수상 목록
- 2018년 제22회 국제판타스틱영화제 후보 월드 판타스틱 레드
- 2019년 제39회 판타스포르토 국제영화제 후보 프리미어 파노라마-장편영화